# 鮑勃·查佩克
罗伯特·艾伦·查佩克（英語：Robert Alan Chapek，1959年3月29日—），生於印第安納州哈蒙德，美國知名傳媒高級行政主管。在華特迪士尼公司工作的26年期間，最初執掌家庭娛樂部門事務，後擔任迪士尼樂園、體驗與產品主席，2020年接替羅伯特·艾格的首席執行官職位。。
2020年2月，查普克被任命为华特迪士尼公司的首席执行官，取代鲍勃·艾格，任期至2021年。此举让许多迪士尼员工感到惊讶，他们曾将汤姆·斯塔格视为鲍勃·艾格的继承人。2020年4月，查普克当选为华特迪士尼公司的董事会成员。同月董事会透露，虽然查普克仍然是首席执行官，但由于COVID-19疫情，艾格暂时恢复了对公司运营职责的控制。

## 外部連結
- 鮑勃·查佩克 （页面存档备份，存于） 華特迪士尼公司官方網站

| 商界職務           | 商界職務                                                | 商界職務           |
| ------------------ | ------------------------------------------------------- | ------------------ |
| 前任： 羅伯特·艾格 | 華特迪士尼公司首席執行官 2020年2月25日 – 2022年11月20日 | 繼任： 羅伯特·艾格 |